# Matrei am Brenner
Matrei am Brenner település Ausztriában, Tirolban az Innsbrucki járásban található. Területe 0,36 km², lakosainak száma 872 fő, népsűrűsége  2400 fő/km² (2014. január 1-jén). A település 992 méter tengerszint feletti magasságban helyezkedik el.

## Fordítás
- Ez a szócikk részben vagy egészben  a   Matrei am Brenner című angol Wikipédia-szócikk ezen változatának fordításán alapul.  Az eredeti cikk szerkesztőit annak laptörténete sorolja fel. Ez a jelzés csupán a megfogalmazás eredetét és a szerzői jogokat jelzi, nem szolgál a cikkben szereplő információk forrásmegjelöléseként.